# Manso
Manso (korziško U Mansu) je naselje in občina v francoskem departmaju Haute-Corse regije - otoka Korzika. Leta 1999 je naselje imelo 106 prebivalcev.

## Geografija
Kraj leži v dolini reke Fangu na severozahodu otoka Korzike znotraj naravnega regijskega parka Korzike, 122 km jugozahodno od središča Bastie.

## Uprava
Občina Manso skupaj s sosednjimi občinami Calenzana, Galéria, Moncale, Montegrosso in Zilia  sestavlja kanton Calenzana s sedežem v Calenzani. Kanton je sestavni del okrožja Calvi.

## Zanimivosti
- Dobršen del ozemlja občine pokrivajo številni gozdovi : Filosorma, Fango, Piriu. Slednji, poraščen z drevesi evkaliptusa, bora in črničevja, je s strani Unesca razglašen za svetovni rezervat bisofere.